# Coupe de Tunisie masculine de handball 2015-2016
Vous pouvez aider à l'améliorer ou bien discuter des problèmes sur sa page de discussion.
- Il ne cite pas suffisamment ses sources. Vous pouvez indiquer les passages à sourcer avec {{référence nécessaire}} ou {{Référence souhaitée}}, et inclure les références utiles en les liant aux notes de bas de page. (Marqué depuis mars 2024)
- Certaines informations devraient être mieux reliées aux sources mentionnées dans la bibliographie ou les liens externes. Améliorez sa vérifiabilité en les associant par des références. (Marqué depuis mars 2024)

- Archive Wikiwix
- Bing
- Cairn
- DuckDuckGo
- E. Universalis
- Gallica
- Google
- G. Books
- G. News
- G. Scholar
- Persée
- Qwant
- (zh) Baidu
- (ru) Yandex
- (wd) trouver des œuvres sur Wikidata

Navigation
Coupe de Tunisie 2014-2015 Coupe de Tunisie 2016-2017
La coupe de Tunisie 2015-2016 est la 60e édition de la coupe de Tunisie masculine de handball, compétition à élimination directe mettant aux prises des clubs de handball amateurs et professionnels affiliés à la Fédération tunisienne de handball.
Le tenant du titre est le Club africain.

## Résultats

### Tour préliminaire
| Date             | Équipe à domicile               | Équipe à l'extérieur       | Score   |
| ---------------- | ------------------------------- | -------------------------- | ------- |
| 11 novembre 2015 | Union sportive sayadie          | Zitouna Sports             | Forfait |
| 11 novembre 2015 | Club de handball de Sidi Bouzid | Club de handball de Chebba | Forfait |

### 1ertour
| Date             | Équipe à domicile                  | Équipe à l'extérieur                | Score   |
| ---------------- | ---------------------------------- | ----------------------------------- | ------- |
| 14 novembre 2015 | Stade tunisien                     | El Menzah Sport                     | 18-23   |
| 14 novembre 2015 | Espoir sportif de Hammam Sousse    | Espoir sportif de handball de Nefta | Forfait |
| 14 novembre 2015 | Association sportive de La Manouba | Association sportive des PTT        | 29-33   |
| 14 novembre 2015 | Club de handball de Béja           | Jeunesse sportive kairouanaise      | 30-37   |
| 14 novembre 2015 | Handball Club de Tébourba          | Flèche sportive de Menzel Horr      | 24-30   |
| 14 novembre 2015 | Club sportif de Hiboun             | Étoile sportive de Radès            | 30-29   |
| 14 novembre 2015 | Olympique de Médenine de handball  | Club sportif hilalien               | Forfait |
| 14 novembre 2015 | Union sportive témimienne          | El Fouladh Sports                   | Forfait |
| 14 novembre 2015 | Stade zaghouanais                  | Jeunesse sportive de Grombalia      | 29-28   |
| 14 novembre 2015 | Olympique de Soliman               | Gazelec sport de Tunis              | Forfait |
| 14 novembre 2015 | Sporting Club de Ben Arous         | Sporting Club de Gafsa              | Forfait |
| 14 novembre 2015 | Jeunesse sportive de Chihia        | Croissant sportif de M'saken        | 28-27   |
| 14 novembre 2015 | Jendouba Sports de handball        | Jeunesse sportive d'El Maâmoura     | 37-19   |
| 14 novembre 2015 | Club athlétique bizertin           | Olympique de Monastir               | Forfait |
| 14 novembre 2015 | Club de handball de Gabès          | Union sportive sayadie              | 28-31   |
| 14 novembre 2015 | Club de handball de Sidi Bouzid    | Stade nabeulien                     | 33-28   |

### 2etour
| Date           | Équipe à domicile               | Équipe à l'extérieur              | Score         |
| -------------- | ------------------------------- | --------------------------------- | ------------- |
| 2 janvier 2016 | El Menzah Sport                 | Jeunesse sportive kairouanaise    | 33-28         |
| 2 janvier 2016 | Olympique de Soliman            | Espoir sportif de Hammam Sousse   | 27-25         |
| 2 janvier 2016 | Club athlétique bizertin        | Association sportive des PTT      | Forfait       |
| 2 janvier 2016 | Flèche sportive de Menzel Horr  | Union sportive sayadie            | 28-27         |
| 2 janvier 2016 | Club sportif de Hiboun          | Jendouba Sports de handball       | Forfait       |
| 2 janvier 2016 | Club de handball de Sidi Bouzid | Olympique de Médenine de handball | Forfait       |
| 2 janvier 2016 | Sporting Club de Ben Arous      | Union sportive témimienne         | 41-42 (prol.) |
| 2 janvier 2016 | Jeunesse sportive de Chihia     | Stade zaghouanais                 | Forfait       |

### 3etour
| Date           | Équipe à domicile              | Équipe à l'extérieur            | Score   |
| -------------- | ------------------------------ | ------------------------------- | ------- |
| 3 février 2016 | El Menzah Sport                | Union sportive témimienne       | 36-35   |
| 3 février 2016 | Olympique de Soliman           | Club athlétique bizertin        | 33-22   |
| 3 février 2016 | Flèche sportive de Menzel Horr | Club de handball de Sidi Bouzid | Forfait |
| 3 février 2016 | Jeunesse sportive de Chihia    | Club sportif de Hiboun          | 26-22   |

### Huitièmes de finale
| Date            | Équipe à domicile               | Équipe à l'extérieur                         | Score   |
| --------------- | ------------------------------- | -------------------------------------------- | ------- |
| 27 février 2016 | El Makarem de Mahdia            | Jeunesse sportive de Chihia                  | 24-19   |
| 27 février 2016 | El Baath sportif de Béni Khiar  | Flèche sportive de Menzel Horr               | 30-29   |
| 27 février 2016 | Union sportive de Gremda        | Club africain                                | 17-26   |
| 27 février 2016 | Club de handball de Jemmal      | Association sportive de handball de l'Ariana | Forfait |
| 27 février 2016 | Association sportive d'Hammamet | Olympique de Soliman                         | 32-28   |
| 27 février 2016 | Étoile sportive du Sahel        | Club sportif de Sakiet Ezzit                 | 31-19   |
| 27 février 2016 | Espérance sportive de Tunis     | Sporting Club de Moknine                     | 29-16   |
| 27 février 2016 | El Menzah Sport                 | Aigle sportif de Téboulba                    | 28-31   |

### Quarts de finale
| Date          | Équipe à domicile              | Équipe à l'extérieur            | Score |
| ------------- | ------------------------------ | ------------------------------- | ----- |
| 16 avril 2016 | El Makarem de Mahdia           | Espérance sportive de Tunis     | 23-25 |
| 16 avril 2016 | El Baath sportif de Béni Khiar | Club de handball de Jemmal      | 20-21 |
| 16 avril 2016 | Aigle sportif de Téboulba      | Association sportive d'Hammamet | 24-21 |
| 14 mai 2016   | Étoile sportive du Sahel       | Club africain                   | 24-30 |

### Demi-finale
| Date        | Équipe à domicile          | Équipe à l'extérieur        | Score                   |
| ----------- | -------------------------- | --------------------------- | ----------------------- |
| 21 mai 2016 | Club de handball de Jemmal | Aigle sportif de Téboulba   | 30-28 (2 prolongations) |
| 21 mai 2016 | Club africain              | Espérance sportive de Tunis | 22-21                   |

### Finale
La finale a lieu à Gafsa.
| Date        | Équipe à domicile | Équipe à l'extérieur       | Score                       |
| ----------- | ----------------- | -------------------------- | --------------------------- |
| 27 mai 2016 | Club africain     | Club de handball de Jemmal | 29- 23 (17-6 à la mi-temps) |

Formations :
- Club africain (entraîneur : Hafedh Zouabi) : Makram Missaoui et Idriss Idrissi (GB), Rafik Bacha (8 buts), Amine Bannour (4), Abdelhak Ben Salah (4), Ramzi Majdoub (4), Mohamed Soussi (3), Oussama Hosni (2), Makram Slama (2), Yousri Ghali (1), Khaled Haj Youssef (1), Hamza Mhadhbi, Mohamed Jilani Maaref, Bilel Atig
- Club de handball de Jemmal : Rafik Braham et Bassem Jaïem (GB), Mounir Douiri (5 buts), Fakher El Oued (4), Mohamed Ali Toujani (4), Amine Baklouti (3), Rami Setti (2), Mohamed Sakhri (2), Tarek Fathallah (2), Ali Belghith (1), Hassan Goddi, Mohamed Habib Kridene